# Округ Ливи (Флорида)
Ливи (енгл. Levy County) је округ у америчкој савезној држави Флорида. По попису из 2010. године број становника је 40.801.

## Демографија
Према попису становништва из 2010. у округу је живело 40.801 становника, што је 6.351 (18,4%) становника више него 2000. године.
| Група             | 2000.          | 2010.          |
| Белци             | 28.654 (83,2%) | 32.958 (80,8%) |
| Афроамериканци    | 3.778 (11,0%)  | 3.832 (9,4%)   |
| Азијати           | 129 (0,4%)     | 229 (0,6%)     |
| Хиспаноамериканци | 1.339 (3,9%)   | 3.047 (7,5%)   |
| Укупно            | 34.450         | 40.801         |